# Thập niên 1190
Thập niên 1190 là thập niên diễn ra từ năm 1190 đến 1199.